# Sumbawa
Sumbawa je indonéský ostrov, který se nachází uprostřed souostroví Malé Sundy. Jeho rozloha činí 15 448 km² a v roce 2005 zde žilo asi 1,22 milionu obyvatel.

## Obyvatelstvo
Administrativně patří pod indonéskou provincii Nusa Tenggara Barat. Nejvýznamnějšími městy ostrova jsou přístavy Bima a Sumbawa Besar. Hlavní město tohoto státu je Sumbawa Besar s populací 56 337 obyvatel

## Topografie
Povrch ostrova je poměrně hornatý, poznamenaný vulkanickou činností. Nejvyšší horou je s 2850 m sopka Tambora, která se nachází v severní části. Její mohutný kráter kruhového tvaru má průměr 7 km.

## Ekonomika
Ekonomika je pouze odhadovaná a může se lišit.
HDP na obyvatele: 5 248 USD
Celkové HDP: 6 428 800 000 USD